# Nanobagrus torquatus
Nanobagrus torquatus är en fiskart som beskrevs av Thomson, López, Hadiaty och Page 2008. Nanobagrus torquatus ingår i släktet Nanobagrus och familjen Bagridae. Inga underarter finns listade i Catalogue of Life.